# Zusammenneigender Frauenmantel
Der Zusammenneigende Frauenmantel (Alchemilla connivens), auch Schmalzahn-Frauenmantel genannt, ist eine Pflanzenart aus der Gattung Frauenmantel (Alchemilla) innerhalb der Familie der Rosengewächse (Rosaceae). Sie gedeiht in den Gebirgen West- Mittel- und Südeuropas.

## Beschreibung
Der Zusammenneigende Frauenmantel wächst als sommergrüne, ausdauernde krautige Pflanze, die Wuchshöhen von 5 bis 20, selten bis 30 Zentimetern erreicht. Die Stängel sind an den unteren ein bis drei Internodien wie die Blattstiele aufrecht abstehend behaart (die Frühjahrs-Blattstiele sind allerdings gelegentlich kahl). Die Grundblätter sind bei einer Breite von bis 10 Zentimetern nierenförmig bis rundlich mit offener Basalbucht, neun- oder selten elflappig. Die Blattoberseite ist am Rand und in den Falten anliegend behaart und die Blattunterseite ist auf den Blattadern in ganzer Länge anliegend behaart (Trichome). Die Blattlappen sind durch deutlich Einschnitte getrennt, parabelförmig und mit schmalen, spitzen Zähnen versehen.
Die Blütezeit reicht von Juni bis Oktober. In Blütenstand stehen viele Blüten zusammen. Die zwittrigen Blüten sind gelblich-grün. Die Kelchblätter sind 1- bis 1,6-mal so lang wie breit und 0,5- bis 1-mal so lang wie der Achsenbecher. Es werden einsamige Nüsschen gebildet.
Die Chromosomengrundzahl beträgt x = 8.

## Ökologie
Beim Zusammenneigenden Frauenmantel handelt es sich um einen Hemikryptophyten.
Die Blüten sind proterandrisch. Blütenökologisch handelt es sich um Scheibenblumen mit offenen Nektar und Fliegenblüten mit freiliegendem Honig. Die typischen Bestäuber sind Fliegen.
Der Zusammenneigende Frauenmantel ist autonom obligat apomiktisch; für die Samenentwicklung ist keine Bestäubung nötig. Diasporen sind die Nüsschen.

## Vorkommen
Der Zusammenneigende Frauenmantel gedeiht in den mittel- und südeuropäische Gebirgen. Das Verbreitungsgebiet des Zusammenneigenden Frauenmantels erstreckt sich von den Pyrenäen im Westen über die Alpen bis in die Karpaten und die Rhodopen Bulgariens im Osten; ferner findet man ihn im Französischen, Schweizer- und Schwäbischen Jura sowie im Apennin. Er kommt in Österreich, Frankreich (inklusive Vogesen), in der Schweiz, in Italien (in den Südalpen häufig), in Deutschland (in den Alpen zerstreut, im Schwarzwald, in der Schwäbische Alb sehr selten, Einzelfunde im Thüringer Wald, Taunus sowie Rothaargebirge) vor. In Bayern ist der Zusammenneigende Frauenmantel zerstreut und selten in den höheren Lagen der Bayerischen Alpen (besonders in Rostseggen-Rasen), insgesamt kaum gefährdet in den Berchtesgadener und Chiemgauer Alpen, Rotwand, Ester- und Ammergebirge sowie Allgäuer Alpen. Der Zusammenneigende Frauenmantel ist in der Roten Liste für Deutschland als nicht gefährdet bewertet und gilt in Bayern als nicht gefährdet.
Der basenholde Zusammenneigende Frauenmantel gedeiht auf montanen bis alpinen Höhenstufen. Er besiedelt trockene bis rieselnasse, kurzrasige oder lückige Wiesen und Weiden, Gebüsch- und Waldränder sowie Hochstaudenfluren.
Die Zeigerwerte nach Ellenberg sind: Lichtzahl L7 = Halblichtpflanze, Temperaturzahl T4 = Kühle- bis Mäßigwärmezeiger, Feuchtezahl F5 = Frischezeiger, Feuchtewechsel: keinen Wechsel der Feuchte zeigend, Reaktionszahl R7 = Schwachsäure- bis Schwachbasenzeiger, Stickstoffzahl Nx: indifferent, Salzzahl S0 = nicht salzertragend, Schwermetallresistenz: nicht schwermetallresistent.

## Systematik
Die Erstbeschreibung von Alchemilla connivens erfolgte 1894 durch Robert Buser in Bulletin de l'Herbier Boissier, 2, 2, S. 107–111. Synonyme für Alchemilla connivens Buser sind: Alchemilla vulgaris subsp. connivens (Buser) E.G.Camus, Alchemilla cleistophylla Rothm. & O.Schwarz, Alchemilla montana (F.W.Schmidt) Buser non Willd., Alchemilla subconnivens Pawł., Alchemilla alpestris subsp. montana (F.W.Schmidt) Soó & Palitz, Alchemilla vulgaris subsp. montana (F.W.Schmidt) Gams. Alchemilla connivens gehört zur Sektion Alchemilla aus der Gattung Alchemilla.